# Christiansø Sogn
Christiansø Sogn 
ist eine Kirchspielsgemeinde (dän.: Sogn) auf der gleichnamigen Inselgruppe Christiansø in der Ostsee nordöstlich der dänischen Insel Bornholm.
Bis 1970 gehörte sie zur Harde Bornholms Sønder Herred im damaligen Bornholms Amt, jedoch nicht zu diesem Amt, sondern war als Militärstützpunkt direkt dem Dänischen Verteidigungsministerium unterstellt. Die Gemeinde blieb auch nach Auflösung des Militärstützpunktes im Jahre 1840 amts- und kommunenfrei und gehört heute zu keiner Region, sondern wird nach wie vor vom Verteidigungsministerium verwaltet. Postalisch gehört die Gemeinde zu Svaneke.
Im Kirchspiel leben 90 Einwohner (Stand: 1. Januar 2025).

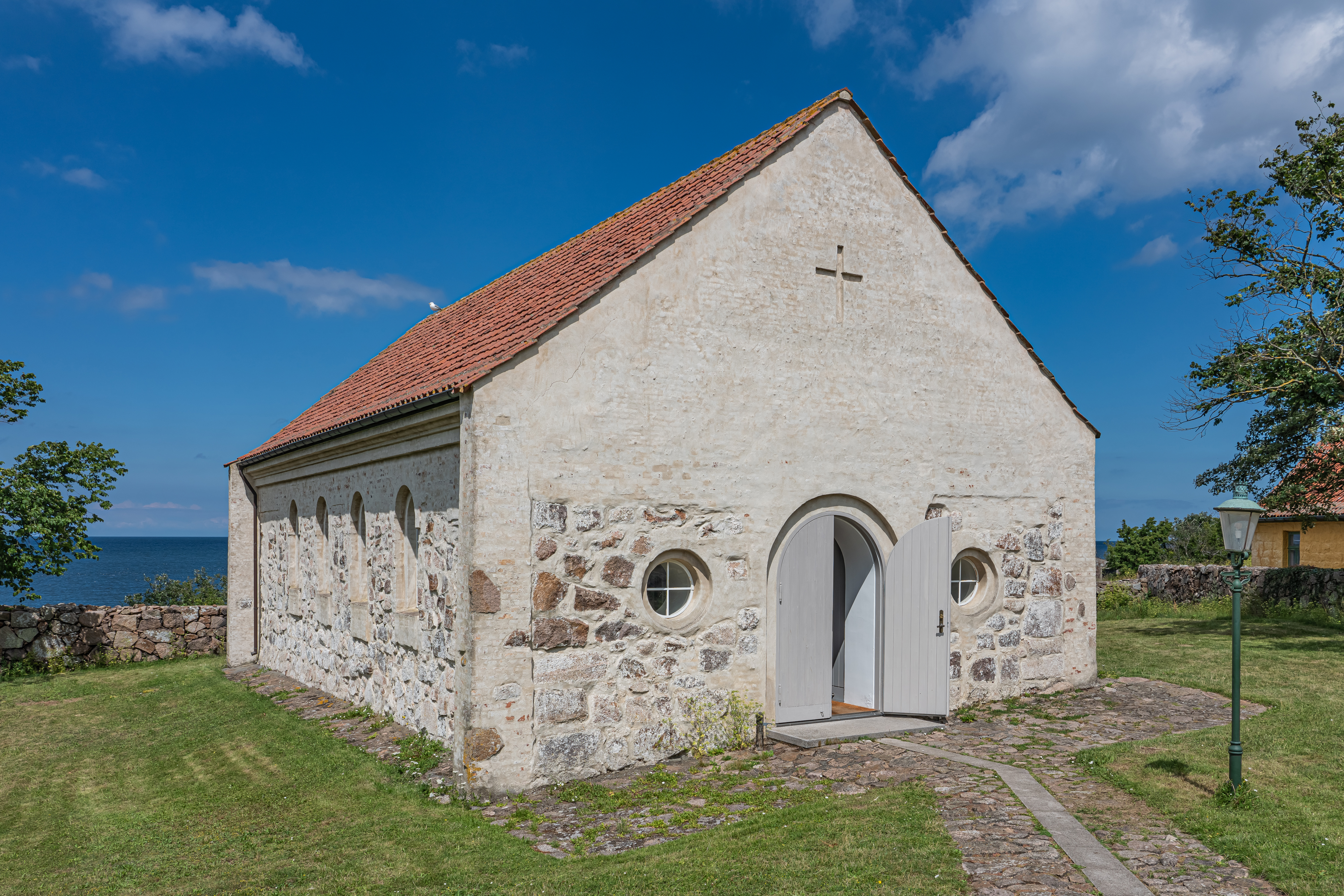
Christiansø Kirke

Im Kirchspiel liegt die Kirche „Christiansø Kirke“.